# Кибальчич, Надежда Матвеевна
Надежда Матвеевна Кибальчич (укр. Наді́я Матвіївна Киба́льчич; сентябрь 1857, Лубны, Полтавская губерния, Российская империя — 1918, Лубны, Полтавская губерния (ныне Полтавская область, Украина) — украинская  писательница. Мать писательницы и поэтессы Надежды Константиновны Кибальчич (1878—1914).

## Биография
Родилась в семье фольклориста, этнографа и прозаика Матвея Терентьевича Симонова. Племянница писательницы А. М. Кулиш. Получила домашнее образование, потому что отец считал, что этого для женщин вполне достаточно.
В 1876 году вышла замуж и перебралась в Ясногород на Житомирщине. У супругов родилась дочь, которую тоже назвали Надеждой. Из-за несчастливого замужества развелась с мужем и в 1884 году вернулась с дочерью на Полтавщину. К тому времени родительская семья распалась — М. Т. Симонов переехал в Лубны, а мать жила у одной из дочерей.
С 1910 по 1914 год — учительствовала.

## Творчество
Стала заниматься литературным творчеством под влиянием семьи Кулишей. Надежда Матвеевна, писала под псевдонимом Наталья Полтавка на украинском и русском языках.
Печаталась в журналах «Заря», «Дзвінок», «Літературно-науковий вісник», альманахе «Багаття», «З потоку життя» и др.
В рассказах и очерках «Баба Яга», «Самовродок», «Драма у хаті», «Зустріч», «Його право», «Останній раз», «Кому яке діло?!», «Чайка», «Трагічний малюнок», «Свічка», «Припадок», «Анонімний лист», «Лотарея-алегрі» (все в 1890—1900 гг.) поднимала проблемы положения женщин, необразованности крестьян, творческой заинтересованности людей из народа, описывала конфликты между крестьянами и помещичьей средой.
Для творчества автора характерны фактографическая правдивость, интерес к бытовым деталям. Написала мелодраму «Екатерина Чайковна» (1-я премия на конкурсе Краевого отдела галицкого сейма (Львов, 1893 и 1897) о неудачном браке барышни-интеллигентки и крестьянина; пьесу неоднократно ставили профессиональные и любительские театры), драматический этюд «Генеральная репетиция» (журнал «Литературно-научный вестник», 1901). Опубликовала «Короткое воспоминание о Т. Г. Шевченко» («Киевская старина», 1887, т. 17, № 3) и «Воспоминания о Т. Г. Шевченко (Из рассказов моей матери)» (Там же, 1890, т. 28, № 2), «Воспоминания о Т. Шевченко» (ж. «Заря», 1892, № 5), «Роман Виктора Забилы. Из рассказов моей матери» (Там же, 1894, № 18).
Переписывалась с И. Франко.
Многие другие работы в рукописях пропали в годы революции. Умерла в 1918 году.